# 謝列德尼戈爾布
49°57′49″N 23°46′54″E / 49.96361°N 23.78167°E
謝列德尼戈爾布（烏克蘭語：Середній Горб），是烏克蘭的村落，位於該國西部利沃夫州，由亞沃里夫區負責管轄，始建於1444年，面積1.86平方公里，海拔高度347米，2001年人口95，人口密度每平方公里51.08人。